# Ivor Powell
Pour les articles homonymes, voir Powell.
Sir Ivor Powell (né le 5 juillet 1916 à Bargoed et mort le 6 novembre 2012), est un footballeur international gallois reconverti en entraîneur.